# Walter Zwi Bacharach
Walter Zwi Bacharach (Hanau, 7 settembre 1928 – 28 luglio 2014) è stato uno storico tedesco di origine ebraica.

## Biografia
Fuggì con la sua famiglia nei Paesi Bassi nel 1938. Qui venne catturato con i suoi familiari dai nazisti, nel 1942. Fu mandato nel campo di transito di Westerbork, in seguito nel ghetto di Theresienstadt, finendo infine ad Auschwitz. Sopravvisse incredibilmente alla marcia della morte e fu liberato dalle forze statunitensi. In seguito emigrò in Palestina (1946) stabilendosi a Tel-Aviv. Ha analizzato particolarmente, in Anti-Jewish Prejudices in German-Catholic Sermons, il pregiudizio antisemita cristiano e cattolico nei sermoni e negli scritti in Germania agli inizi del XX secolo; la sua posizione è stata analizzata criticamente all'interno dei vari punti di vista ebraici sull'argomento, sulle cause del fenomeno. È professore emerito di storia alla Bar-Ilan University, ricercatore affiliato all'International Institute for Holocaust Research dello Yad Vashem  e direttore del Leo Baeck Institute di Gerusalemme, noto centro con sedi in varie parti del mondo, creato nel 1955 dal Council of Jews per raccogliere materiale e fonti sugli ebrei di lingua tedesca dalla storia moderna a oggi.

## Opere principali
- Antishemiut modernit, Tel-Aviv, Miśrad ha-biṭakhon, 1979
- Antisemitism, Holocaust, and the Holy See: An Appraisal of Recent Books About the Vatican and the Holocaust, "Yad Vashem Studies" XXX
- Anti-Jewish Prejudices in German-Catholic Sermons, Lewiston, N.Y., Edwin Mellen Press, 1993
- Last letters from the Shoah Jerusalem-New York, Devora Pub., 2004 (trad. it. Le mie ultime parole: lettere dalla Shoah, Roma, Laterza, 2009)